# دنیله لوپو
دنیله لوپو (ایتالیایی: Daniele Lupo؛ زادهٔ ۶ مهٔ ۱۹۹۱) بازیکن والیبال ساحلی اهل ایتالیا است.